# Friedrich Wilhelm Langerhans

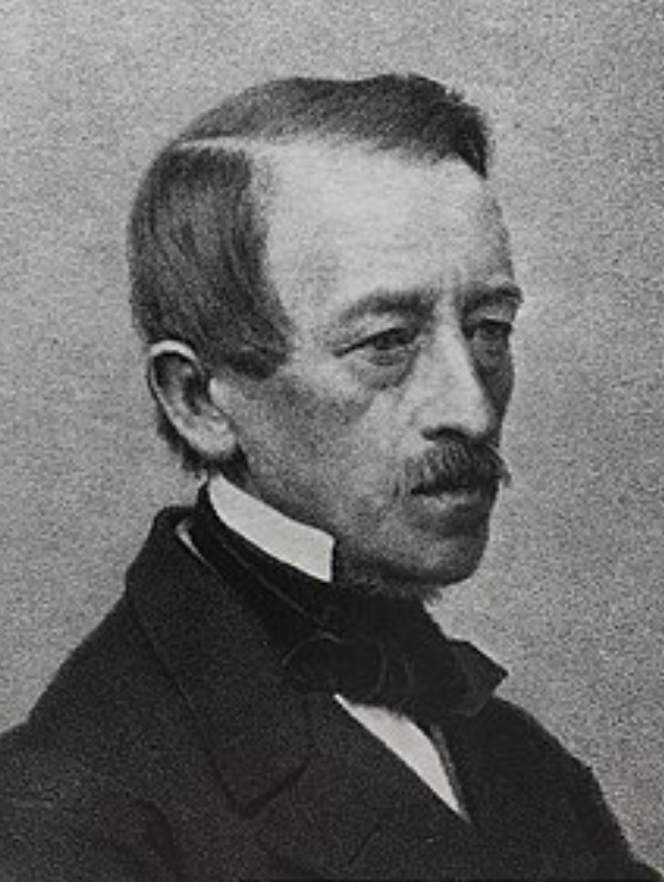
Friedrich Wilhelm Langerhans um 1845

Friedrich Wilhelm Langerhans (* 16. Oktober 1780 in Altlandsberg; † 16. April 1851 in Berlin) war ein deutscher Architekt und kommunaler Baubeamter in Berlin.
Langerhans war Stadtbauinspektor in Berlin und wurde am 12. September 1805 durch König Friedrich Wilhelm III. zu Berlins erstem hauptamtlichen Stadtbaurat ernannt. In diesem Amt wirkte er bis zu seiner Berentung 1849. Er war für die Anlage und Gestaltung von Schulen, Friedhöfen und Parks und den Umbau und die Rekonstruktion vieler Kirchen zuständig.
Während der Befreiungskriege gegen Napoléon verhinderte er im August 1813 durch persönliche Intervention beim Oberbefehlshaber des schwedischen Nordheeres, Jean-Baptiste Bernadotte, die Ausführung umfangreicher Schanzbauten vor der Stadtgrenze.
Langerhans war verheiratet mit Catharine Wilhelmine Treuer und hatte mehrere Kinder. Sein Sohn Wilhelm Langerhans (1816–1902) wurde Reichsgerichtsrat in Leipzig; dessen Sohn Georg Langerhans später Bürgermeister von Cöpenick. Ein weiterer Sohn von Friedrich Wilhelm Langerhans, Paul Langerhans Senior (1820–1909), war Mediziner und 33 Jahre lang Berliner Stadtverordneter; unter dessen Söhnen aus zwei Ehen waren wiederum der berühmte Pathologe Paul Langerhans (1847–1888) und die Mediziner Richard (1857–1947) und Robert Langerhans (1859–1904). Ein Schwiegersohn war der Architekt Gustav Knoblauch (1833–1916).
1850 wurde Langerhans als Stadtältester von Berlin geehrt. Das oberste Teilstück der Rüdersdorfer Gewässer trägt ihm zu Ehren den Namen Langerhanskanal.
Friedrich Wilhelm Langerhans starb 1851 im Alter von 70 Jahren in Berlin. Sein Grab befindet sich auf dem Luisenstädtischen Friedhof in Berlin-Kreuzberg.

## Werk

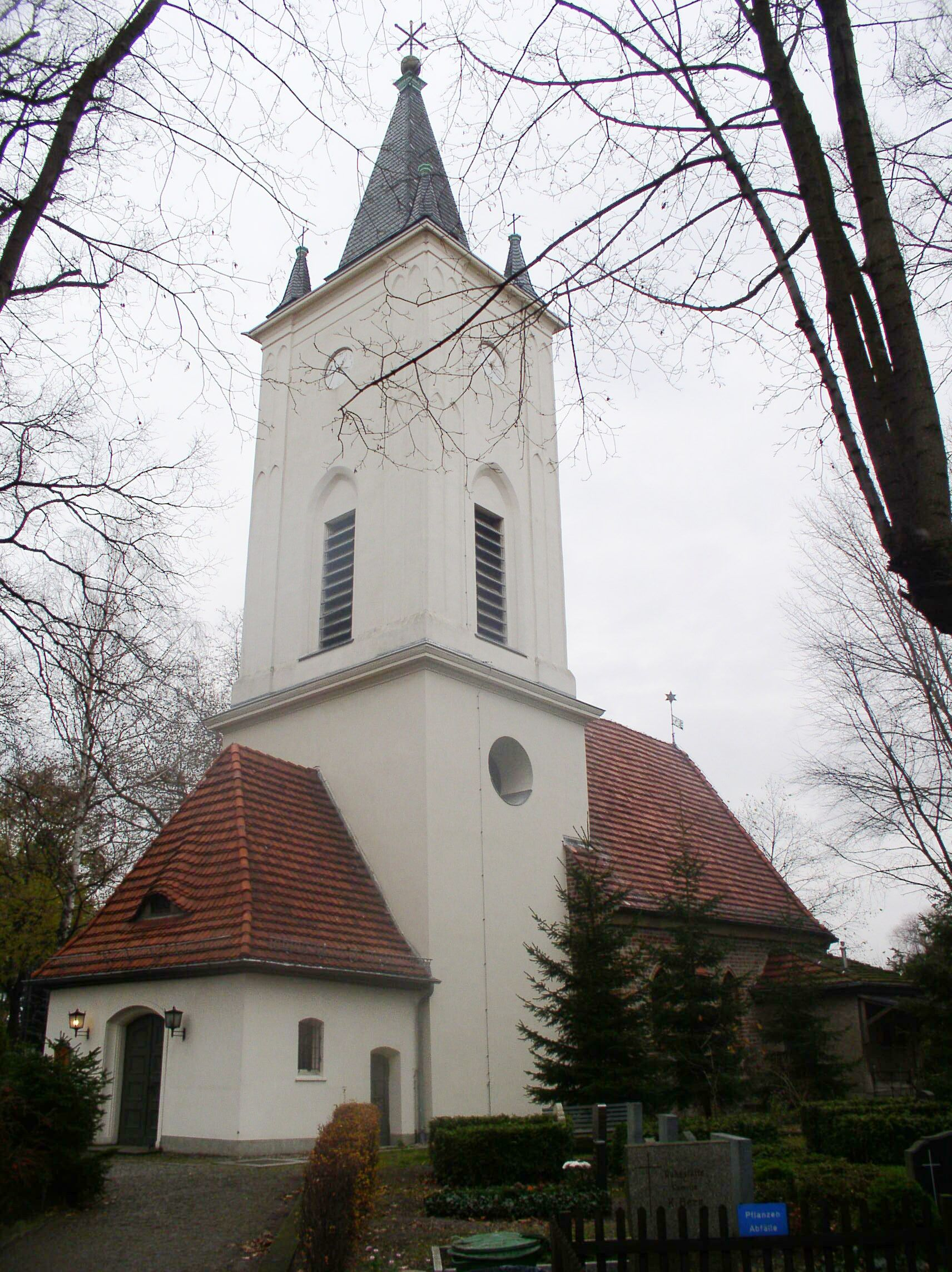
Von Langerhans gebauter Turm der Dorfkirche Stralau, heute um 5° geneigt

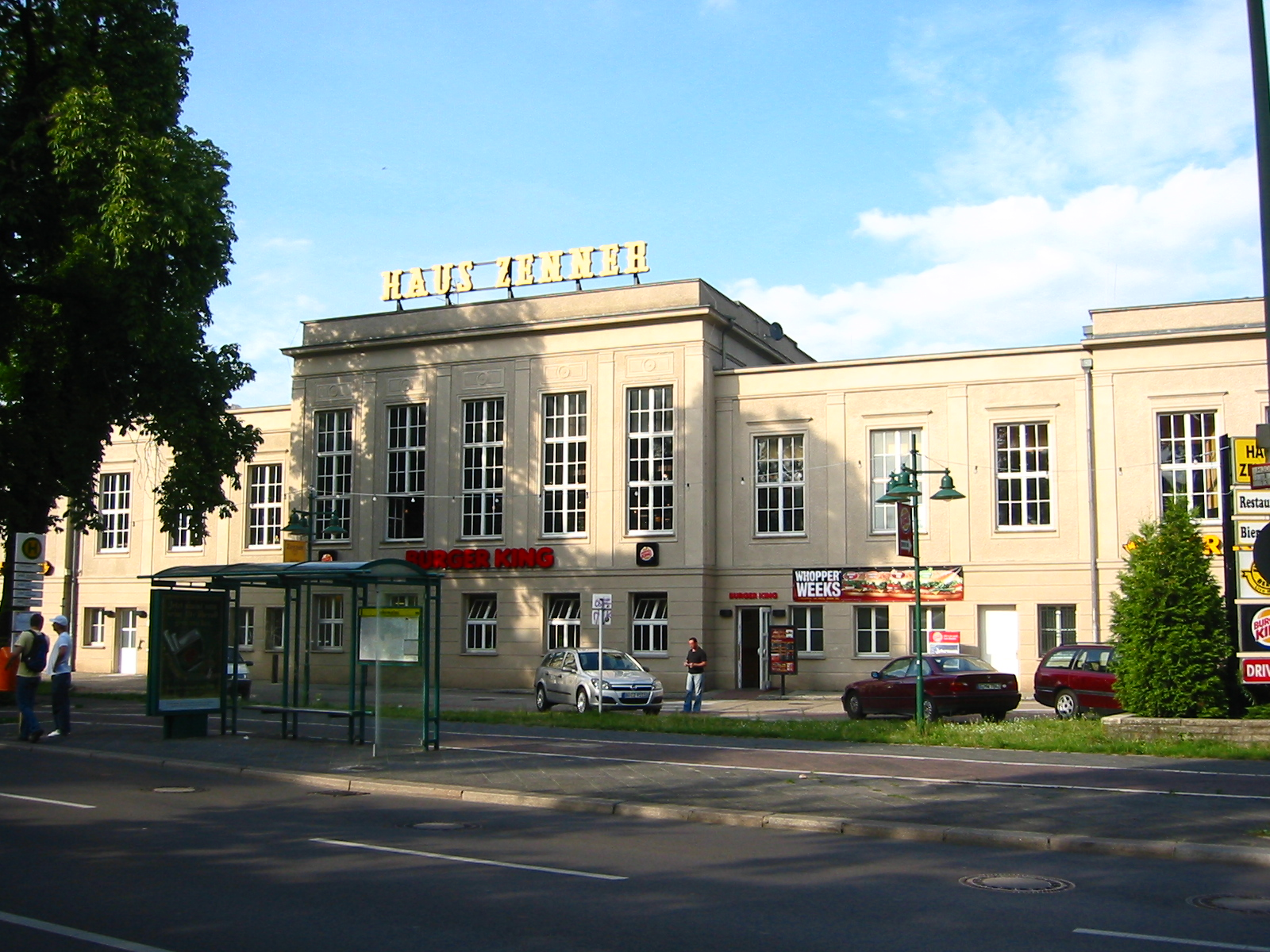
Hier stand die von Friedrich Wilhelm Langerhans 1821/22 erbaute Magistrats-Gaststätte, heute Zenner genannt. Das Lokal wurde 1945 am Kriegsende zerstört. Der an gleicher Stelle errichtet Neubau (Foto) stammt von dem DDR-Architekten Hermann Henselmann. (Bild von Andreas Steinhoff)

- 1812: Hofgebäude des Krosigk'schen Palais
- 1817: Sanierung der Nikolaikirche
- 1818: Sanierung der St.-Marien-Kirche
- 1821/1822: Kaffeehaus Zenner in Treptow[5]
- 1823/1824: neuer Kirchturm der Dorfkirche in Stralau
- 1824–1827: Fertigstellung des Inselspeichers
- 1826: Sanierung der Georgenkirche
- 1827: Pfarrhaus in Britz
- 1827: Jüdischer Friedhof Schönhauser Allee
- 1828: Erweiterung der Dorfkirche in Woltersdorf
- 1831/1832: Bau eines Konzertsaals für den Besitzer E.J. Roth des Hótels de Russie, Vergoldungen durch Firma Mencke und Moritz Geiß aus Berlin[6]
- 1834: Sanierung der Neuen Kirche
- 1836: Sanierung der Jerusalemkirche (Bauleitung: Carl Scheppig)
- 1836/1837: Aktienspeicher an der Herkulesbrücke
- 1838: St.-Petri-Friedhof
- 1841/1842: Sanierung der Luisenstädtischen Kirche
- 1846–1848: Volkspark Friedrichshain (Entwurf: Gustav Meyer)